# Zomergem
Zomergem är en tidigare kommun i Belgien.   Den ligger i provinsen Östflandern och regionen Flandern, i den nordvästra delen av landet, 60 km nordväst om huvudstaden Bryssel. Antalet invånare är 8 200. Arean är 39 kvadratkilometer.
Terrängen i Zomergem är mycket platt.
Omgivningarna runt Zomergem är en mosaik av jordbruksmark och naturlig växtlighet. Runt Zomergem är det mycket tätbefolkat, med 1 361 invånare per kvadratkilometer.